# ایلام
ایلام(به کردی: ئیلام، به کردی لاتین:îłam) مرکز استان ایلام است. جمعیت این شهر برپایهٔ سرشماری سال ۱۳۹۵ برابر با ۱۹۴٬۰۳۰ نفر بوده است. شهر ایلام در حصاری از کوه‌ها و ارتفاعات جنگلی شِبه‌تایگا واقع شده و آب و هوایی معتدل کوهستانی و بهاری دارد. جنگل‌های مشهور بلوط ایران که مدتی درگیر آتش سوزی بود در این استان قرار دارد. دانشگاه علوم پزشکی ایلام و دانشگاه ایلام دو دانشگاه مهم این شهر هستند. ایلام کوچک ترین مرکز استان در میان ۳۱ مراکز استان ایران است. بعد از آن یاسوج مرکز استان چهارمحال و بختیاری و در رده سوم مرکز استان خراسان جنوبی یعنی شهر بیرجند قرار دارد. 

## تاریخ

### وجه تسمیه
بسیاری بر این عقیده اند که ایلام به معنی کوهستان می‌باشد که اشاره به کردها دارد. در سوره فتح آیه ۱۶ کتاب قرآن خداوند از محمد می‌خواهد به سوی قومی جنگجو و پر قدرت بروند. ابوهریره دربارهٔ این آیه می‌گوید:اینها کردها هستند، کردهایی که روی تپه‌ها زندگی می‌کردند یا از تپه‌ها بالا می‌رفتند. همچنین ابن عمر (عبدالله پسر عمر) از زبان ابوهریره نقل کرده است که:شما با قومی جنگ می‌کنید که کفش‌هایشان از پوست دامهایشان درست شده است. 
ایلام در گذشته ده بالا نامیده می‌شد. بعدها  به‌دلیل حکومت و ساخت و ساز حسینقلی خان ابوقداره والی پشتکوه، به حسین‌آباد معروف شد.
معانی دیگر ایلام عبارت است از: طعام عروسی ساختن، (منتهی الارب) مهمانی عروسی کردن (تاج المصادر بیهقی)، یه طعام عروسی کسی را بردن، ولیمه دادن، مهمانی عروسی دادن و مجتمع و فراهم آمدن خوی و خرد (منتهی الارب)، (آنندراج)، (ناظم الاطبا). این معانی معانی همگی بامسمی و متناسب با ویژگی‌های منطقه‌ای و بومی ساکنان این نواحی است. در محاورات و نقل قول‌ها، ذکر نام ایلام به صورت «عیلام» غلط است؛ زیرا که عیلام با ع به معنای کفتار نر است. مأخوذ از منتهی الارب.
ایلام در دورهٔ قاجار به این علت که مقر تابستانی والی بود به پشتکوه معروف بوده است و در شهریور سال ۱۳۰۷ شمسی به ایلام تغییر نام یافته است. این شهر در سال۱۳۵۲ از استان پنجم به مرکزیت کرمانشاه جدا شد و تبدیل به استان شد.

### پیشینهٔ تاریخی
مفصل‌ترین گزارش در باب مرگ مهدی خلیفهٔ عباسی در ماسبذان، توسط طبری گزارش شده است. وی حدود چهار صفحه در خصوص رفتن مهدی به ماسبذان و وفات او نوشته است؛ و این که در همان‌جا فوت می‌کند و محل دفن او در دهکدهٔ «رذ» که از دهکده‌های ماسبذان بوده و در شهر ایلام امروزی واقع شده بود؛ و تاریخ آن را سال ۱۶۹ ذکر کرده است. از واضح، ناظر مهدی آورده‌اند که گوید: «مهدی، در ماسبذان، در دهکده‌ای به نام رذ به شکار رفت و … سگان از پی آهویی برفتند. وی نیز همچنان از پی آن بود، آهو از در خرابه‌ای بیرون دوید، سگان از پی آن بیرون دویدند، اسب نیز از پی سگان به درون دوید که پشت وی بر در خرابه بشکست و همان دم بمرد.» رستم رفعتی چنین می‌آورد: «قبر مهدی خلیفه عباسی در ده بالا -ایلام کنونی- بود و تیره‌هایی از ایل دهبالایی خادمین این قبر بودند. بر روی این قبر تا سال ۱۳۱۴ بارگاهی برقرار بود اما این اثر تاریخی - اسلامی در سال ۱۳۴۳ تخریب شد.» از اوایل سده چهارم تا اوایل سده ششم ایلام به عنوان یک شهر مهم برای مدتی هم به عنوان پایتخت فصلی خاندان حسنویه کرد درآمد. ایلام برای مدت زیادی هم به عنوان یکی از مناطق ایالت کرمانشاهان درآمد. اما ایلام کنونی در سال ۱۳۰۸ شمسی در منطقه‌ای که «حسین‌آباد» نامیده می‌شد از نو احداث گردیده و یک سال بعد با توجه به سابقه تاریخی و تصویب فرهنگستان ایران به نام «ایلام» نام‌گذاری شده است.
ایلام از دیرباز جایگاه شهرنشینی و گهواره فرهنگی ایرانیان بوده است. در دوره ساسانی بخشی از سرزمین «پهله» یا «پهلو» شمرده می‌شده و تازیان آن را «جبال» می‌نامیده‌اند. از سدهٔ چهارم تا میانه‌های ششم قمری، این منطقه بخشی از عراق عجم بود. ایلام در دوران جنگ ایران و عراق بشدت آسیب دید.

## جغرافیا

### موقعیت
شهر ایلام با مساحت ۶۷/۲۱۲۸۰۴ هکتار شامل ۶۲/۱۰ درصد مساحت استان بین ۳۳ درجه و ۲۱ دقیقه و ۳۰ ثانیه تا ۳۳ درجه و ۵۱ دقیقه و ۴۸ ثانیه عرض شمالی و ۴۵ درجه و ۴۱ دقیقه و ۰۷ ثانیه تا ۴۶ درجه و ۵۱ دقیقه و ۱۹ ثانیه طول شرقی در شمال غربی استان قرار گرفته و با شهرستان‌های ،سیروان، چرداول، بدره ، چوار،مهران ،ملکشاهی و کشور عراق همسایه است. از شمال به کوه‌های شنه‌چیر، از شرق به کوه‌های شلم و از غرب به کوه قلاقیران و نهایتاً رشته کوه کبیرکوه در جنوب منتهی می‌شود.
مساحت عرصه‌های ملی شهرستان ایلام ۶۴/۱۹۶۵۰۰ هکتار (۹۲ درصد سطح شهرستان) است که سطح جنگلهای شهرستان ۲۱/۱۰۲۷۲۴ هکتار، مراتع ۴۳/۷۰۴۸۴ هکتار و اراضی بیابانی ۲۳۲۹۲ هکتار می‌باشد. بلندترین نقطه استان (قله کان‌ صیفی در کبیرکوه با ارتفاع ۳۰۶۲ متر از سطح دریا) در این شهرستان واقع شده است و کم ارتفاع‌ترین نقطه شهرستان ۱۹۶ متر از سطح دریا ارتفاع دارد.
مانشت، سیاه‌کوه و گچان از کوه‌های مهم این شهرستان به‌شمار می‌آیند و از رودخانه‌های مهم شهرستان می‌توان رودخانه گدارخوش، تَلخاب و رودخانه قلا (قلعه) را نام برد.

### تقسیم‌بندی سیاسی
شهر ایلام به ۲ منطقه شهرداری تقسیم شده است.

### آب و هوا
شهر ایلام در حصاری از کوه‌ها و ارتفاعات جنگلی استقرار یافته که دارای آب و هوای معتدل کوهستانی با میانگین بارش سالیانه ۶۱۹/۵میلیمتر و متوسط دمای مطلق آن از۱۳/۶- تا ۴۱/۲ درجه سانتیگراد در تغییر است.
آمار ایستگاه‌های مطالعاتی نشان می‌دهد که ماه ژانویه (دی-بهمن) به عنوان سردترین ماه و ژوئیه (تیر-مرداد) به عنوان گرمترین ماه سال می‌باشد. دمای ایستگاه‌ها از فروردین تا تیرماه سیر صعودی داشته و بعد به تدریج سیر نزولی پیدا می‌کند.

## مردم

### زبان و گویش
شهروندان شهر ایلام به زبان کردی صحبت می‌کنند.

### لباس
لباس مردمان ایلام کُردی است.
لباس مردها شامل نیم‌تنه‌ای به نام کراس که همچون چوخه بوده و از جنس پشم یا کتان است و شلواری گشاد از جنس تترون و امثالهم و همواره تک رنگ می‌باشد و در قسمت باسن ورانها کاملاً گشاده و در پائین هم باریک می‌شود. به شکلی که برای هر شلوار چند برابر نیاز واقعی پارچه بکار برده می‌شود که در گویش محلی به آن «شِوال جافی» می‌گویند؛ که در تمام نقاط استان استفاده می‌شود.
کِلاش (Kwlās ) کلاش نوعی کفش (امروزه مردانه و در گذشته هم مردانه و هم زنانه) است که توسط مردان با نخ پنبه و جوال دوز به شیوه‌ای خاصی روی یک قطعه لاستیک پهن به اندازه کمی بزرگتر از کف پاها بافته می‌شود. این لاستیک از روه داخلی چرخهای کهنهٔ اتومبیل تهیه می‌گردد. و امروزه در برخی نقاط عشایری وروستایی مورد استفاده قرار می‌گیرد.
لباس زنان پوشش غالب دختران و زنان همچنان چا
مانتو و چادر است. لباس زنان شامل پیراهن بلند (بدون پولک یا با پولک)، جافی، شلواری است همانند شلوار مردان که توسط زنان مخصوصاً در روستاها در هنگام کار پوشیده می‌شود. قی‌وَن پارچه‌ای بلند ویک رنگ که از آن به عنوان شال کمر استفاده می‌شود و امروزه در نقاط عشایری و روستایی برخی نقاط استان به صورت محدود خصوصاً در فصل کار کشاورزی مورد استفاده قرار می‌گیرد.
گُلوَنی (Golwany) نوعی سرپوش از جنس حریر، ابریشم یا نخی می‌باشد که در اندازه‌های مختلف کوچک و بزرگ تولید می‌گردد و جنس آن نازک بوده و زمینهٔ مشکی داشته و با گل و بوته و نقش‌های ساده اسلیمی در رنگهای سفید و قرمز یا سبز و گاهی نارنجی و آبی وزرد تزئین گردیده است. در بیشتر نقاط استان بغیر از نقاط شمالی با شیوه‌های تقریباً مشابه‌ای از «گُلوَنی» برای پوشش سر استفاده می‌شود. گلونی پوششی است که توسط اقوام زاگرس استفاده می‌شود.
کَمَر چین (Kamarčin) تا چند دهه پیش بالاپوش عمدهٔ بیشتر زنان ایلامی خصوصاً در نواحی شمالی و مرکزی نوعی پالتو زنانه به اسم «کَمَرچین» بود که به علت استفاده فراوان از نوارهای زربافت در تزئین آن از زیبایی خاص برخوردار و احتمالاً نام آن نیز به همین خاطر باشد. جنس کمرچین از مخمل در رنگهای قرمز، جگری، سبز، سرمه‌ای و مشکی بوده ودارای آستین بلند، جلوباز، (عیناً شبیه پالتو مردانه) و جیب بادهانه کج در طرفین و کمربندی از جنس خود می‌باشد و بسته به سن و موقعیت مالی زن ممکن بود از تزئینات بیشتری برخوردار و چنانچه زن در سنین میان سالی ویا کهنسالی بوده از رنگهای سنگین (مشکی، سرمه‌ای) استفاده می‌کرد.
کُلَنجَه (Kolanja) کُلنجه نوعی دیگر از بالا پوشهای زنان می‌باشد که از نظر رنگ، جنس، دوخت و تزئینات و کاربرد عیناً مانند کمرچین می‌باشد با این تفاوت که فقط اندازهٔ آن کمتر بوده وتا حدود زانو می‌رسد و در مناطقی که کمرچین کاربر داشته مورد استفاده بوده است.
سُخمَه (Soxma) نوعی بالاپوش دیگر است که از مخمل ویا گاهی پارچه‌های رنگ دیگر و در رنگهای شاد و روشن (قرمز، جگری، سبز و…) دوخته می‌شود و فاقد آستین بوده و کاملاً شبیه جلیسقه می‌باشد.
کِراس یا شَوو( Kerās , ŠaÜ) همان پیراهن بلند و آستین دار زنانه است که اکثریت زنان روستایی و عشایری و قسمتی از زنان شهری نیز به عنوان تن‌پوش از آن استفاده می‌کنند این پیراهن بلند بوده وتا نزدیک روی پاها می‌رسد و گاهی در ناحیه کمر مقدار تنگ گشته ولی پائین آن کاملاً گشاد می‌باشد.

## فرهنگ و هنر
استان ایلام از نظر جمعیتی سهم اندکی از جمعیت کل کشور به خود اختصاص داده است (۷۷/۰ درصد جمعیت کل کشور در سال ۱۳۸۵). نسبت جنسی، رشد شهرنشینی و بعد خانوار جمعیت استان ایلام در بیشتر سرشماری‌ها بالاتر از سطح کشوری بوده است. جمعیت استان ایلام طی سال‌های ۱۳۵۵ تا ۱۳۷۵ از رشد بالاتری نسبت به کل کشور برخوردار بوده ولی طی سالهای ۱۳۷۵ تا ۱۳۸۵، رشد جمعیتی پایین‌تر از متوسط رشد جمعیت کشور داشته است. تراکم جمعیت در استان ایلام پایین‌تر از تراکم کشور بوده است و در ارتباط با مهاجرت استان باید گفت که استان ایلام  به‌دلیل فقدان زیر ساخت‌های اقتصادی لازم، در سالهای ۱۳۶۵ تا ۱۳۸۵ خالص مهاجرتی منفی داشته است.
جمعیت شهر ایلام در سرشماری‌ها از سال ۱۳۳۵ به بعد به صورت زیر بوده است.
| سال سرشماری | جمعیت   | رتبه در کشور | رشد جمعیت |
| ----------- | ------- | ------------ | --------- |
| ۱۳۳۵        | —       | —            | —         |
| ۱۳۴۵        | ۱۵٬۴۹۳  | —            | ۶/۴٪+     |
| ۱۳۵۵        | ۳۲٬۴۷۶  | —            | ۷/۷٪+     |
| ۱۳۶۵        | ۸۹٬۰۳۵  | —            | ۱۰/۶٪+    |
| ۱۳۷۰        | —       | —            | —         |
| ۱۳۷۵        | ۱۲۶٬۳۴۶ | —            | —         |
| ۱۳۸۵        | ۱۵۵٬۲۸۹ | ۴۹           | —         |
| ۱۳۹۰        | ۱۷۲٬۲۱۳ | ۵۰           | —         |
| ۱۳۹۵        | ۱۹۴٬۰۳۰ | ۵۱           | —         |

| مردان  | سن    | زنان   |
| ------ | ----- | ------ |
| ۴٬۵۶۹  | ۶۵+   | ۳٬۵۴۹  |
| ۱٬۴۷۵  | ۶۰–۶۴ | ۱٬۴۷۶  |
| ۲٬۵۳۳  | ۵۵–۵۹ | ۲٬۶۲۰  |
| ۳٬۶۲۳  | ۵۰–۵۴ | ۳٬۱۱۸  |
| ۴٬۸۷۰  | ۴۵–۴۹ | ۴٬۲۲۴  |
| ۵٬۴۱۹  | ۴۰–۴۴ | ۵٬۰۹۴  |
| ۷٬۷۰۱  | ۳۵–۳۹ | ۷٬۲۸۵  |
| ۸٬۱۷۸  | ۳۰–۳۴ | ۷٬۷۵۵  |
| ۱۰٬۱۶۳ | ۲۵–۲۹ | ۱۰٬۳۵۵ |
| ۱۳٬۵۴۹ | ۲۰–۲۴ | ۱۴٬۵۷۸ |
| ۱۴٬۲۸۰ | ۱۵–۱۹ | ۱۳٬۸۷۰ |
| ۱۰٬۱۵۷ | ۱۰–۱۴ | ۹٬۵۲۱  |
| ۷٬۵۷۳  | ۵–۹   | ۶٬۹۲۱  |
| ۷٬۸۲۷  | ۰–۴   | ۷٬۲۳۶  |

| مردان | سن | زنان |
| ----- | -- | ---- |

## گسترش
هسته اولیه شهر با پیوستن چند عنصر دست کم بیش از یک قلعهٔ کشاورزی که در کنار یا نزدیکی یکدیگر قرار داشته‌اند شکل گرفته که به دلایلی مانند رشد جمعیت و تراکم جمعیت در حد فاصل دو قلعهُ پیوستن چند و چندین قلعه یا مرکز جمعیتی به جهت بالا بردن میزان نفوس و برخورداری از منبر و جامع و پرداختن مالیات به حکومت مرکزی تشکیل شده است. هسته شهر اولیه بافت داخل یکی از قلاع بوده که پس از حذف حصار و بارو در مرز و محدودهٔ آن مسجد جامع و میدان قرار گرفته و نوار بازار شهر از آنجا و در حد جنوبی آن شروع و رشد و حرکت داشته است ولی این به معنای نبودن بنایی در محل قبل از سال‌های سده پنجم هجری قمری نیست. شکل «شارستان» اولیه بیانگر این است که در محل مورد نظر قبل از احداث هر بنایی به مکان مقدس یا بنای یک «آتشکده» و مشابه آن تعلق داشته و ارتفاع جامع از سطح گذر که  درحال حاضر نیز (قریب دوازده پله) است حاکی از وجود بنای معتبری در زیر آن است که در تحولات شهر به یک شهر اسلامی تبدیل به مسجد شده است. توسعه شهر اولیه از سوی شرق بوده به‌طوری‌که دروازه ایلام راه ارتباطی که ابتدا در کنار «شارستان» و کنار مکان مقدس یا جامع شهر بوده است به عقب رانده شده و محله پنجه شاه کنونی در کنار میدان کهنه به شهر افزوده شده است. «پنجه شاه» که دارای صحن زیارت نیز می‌باشد و به احتمال زیاد از قبل از شکل‌گیری شهر وجود داشته است.
توسعه فیزیکی شهر ایلام پس از سال‌های اولیه اسلام بیشتر در تداوم راه‌هایی که به طرف شرق و جنوب شهر قرار داشته است، بوده و دو دروازه که در «ربض» شهر اولیه قرار داشته در توسعه بعدی داخل بافت قرار گرفته‌اند. یکی روی راه شرقی یعنی تداوم راه بازار شهر در حد «چهار سوق» و دیگری روی راه جنوب در محل «بازار» است.
در اواخر سده چهارم و اوایل سده پنجم استخوان بندی شهر شکل اصلی خود را گرفته است. دروازه‌هایی از شمال و جنوب و شرق و غرب از سه جاده ارتباطی اصلی به استان‌های کرمانشاه- لرستان و سایر استان‌ها مربوط می‌ساخته است.
شهر ایلام در میان چندین کوه که دور تا دور شهر کشیده شده‌اند قرار دارد که آب و هوای معتدل تری نسبت به دیگر نقاط استان دارد. از آنجایی که تپه زیبا و طبیعی خرگوشان (چَقا که رگویه) و قبر صی می (مهدی پدر هارون الرشید) یکی از خلفای عباسی و دره زیبای ارغوان در میان این کوه‌ها قرار داشت، غلامرضا خان والی در زمان قاجار بر آن شد تا قلعه والی را در میان آن کوه‌ها بنا کند.
درحال حاضر شهر ایلام به عنوان مرکز سیاسی-اداری استان ایلام از شهرهای توسعه یافته باختر کشور است و به لحاظ دارا بودن تفرجگاهی جنگلی و آثار تاریخی و باستانی متعدد از زیباترین شهرهای استان نیز محسوب می‌شود.

## جاذبه‌های گردشگری
1. تنگه رازیانه
2. سنگ نوشته آشوری
3. گورستان چنار
4. تالاب سیاب
5. غار خفاش
6. دریاچه دوقلو
7. کبیر کوه
8. طاق شیرین و فرهاد
9. پل عصر ساسانی
10. شهر باستانی ماداکتو
11. کوه قلاقیران
12. منطقه محافظت شده مانشت
13. منطقه محافظت شده قلاجه
14. سد ایلام
15. پارک جنگلی چغا سبز
16. منطقه تاریخی گم گم
17. آتشکده موشکان
18. امامزاده پیرحسین
19. آتشکده سیاهگل
20. امامزاده علی صالح
21. ویژدرون
22. تنگه کافرین
23. غار زینگان
24. دربند

## مراکز آموزشی

### دانشگاه‌ها
- دانشگاه ایلام[۵۱]
- دانشگاه علوم پزشکی ایلام[۵۲]
- دانشگاه آزاد اسلامی واحد ایلام[۵۳]
- دانشگاه پیام نور مرکز ایلام[۵۴]
- مرکز آموزش عالی باختر ایلام[۵۵]
- دانشگاه جامع علمی-کاربردی ایلام[۵۵]
- دانشگاه علوم و تحقیقات ایلام
- دانشگاه فرهنگیان، پردیس‌های امام جعفر صادق ایلام (زنان) و شهید مدرس ایلام (مردان)[۵۶]

## کتابخانه‌های همگانی
- کتابخانه عمومی پیامبر اعظم
- کتابخانه عمومی پروین اعتصامی
- کتابخانه عمومی امام جعفر صادق

## صنعت

### صنایع
- پالایشگاه گاز ایلام
- پتروشیمی ایلام
- کارخانه سیمان ایران

همچنین تعدادی کارخانه‌های تولیدی بزرگ و کوچک

## نگارخانه

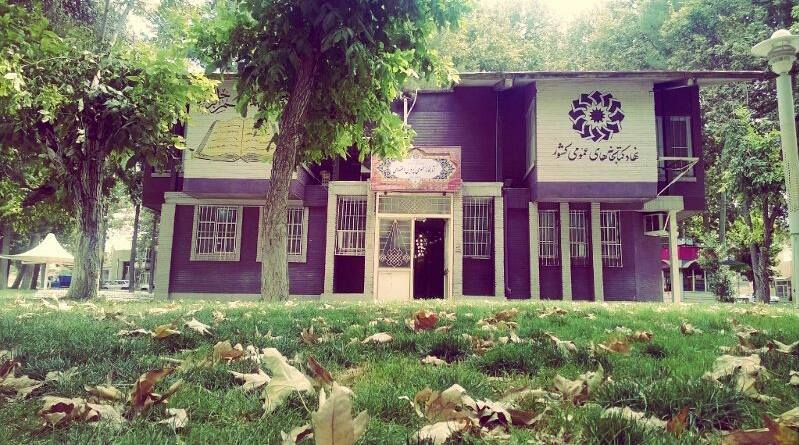
پارک کودک
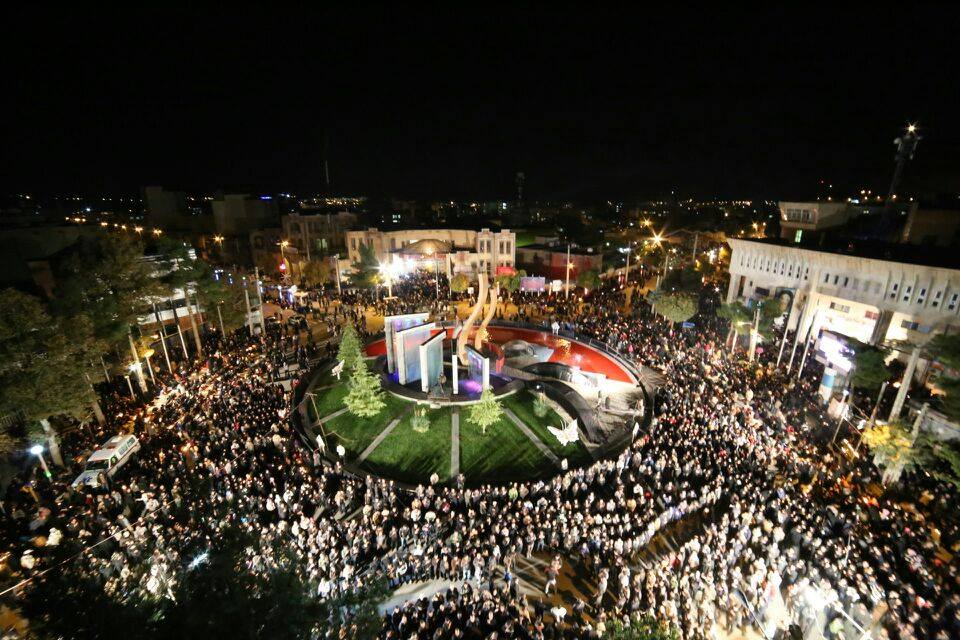
شب عاشورا
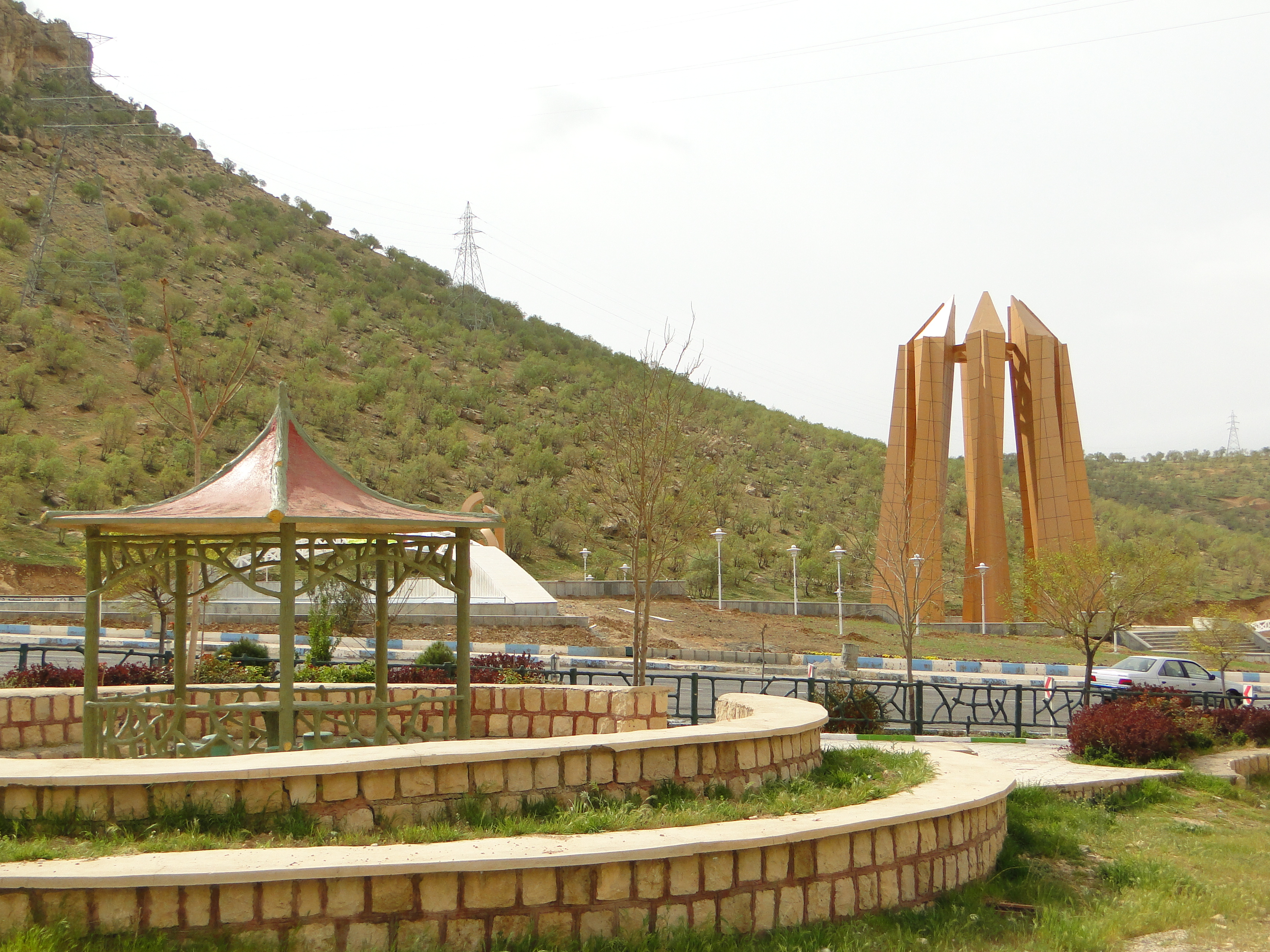
میدان ارغوان
قلعه والی
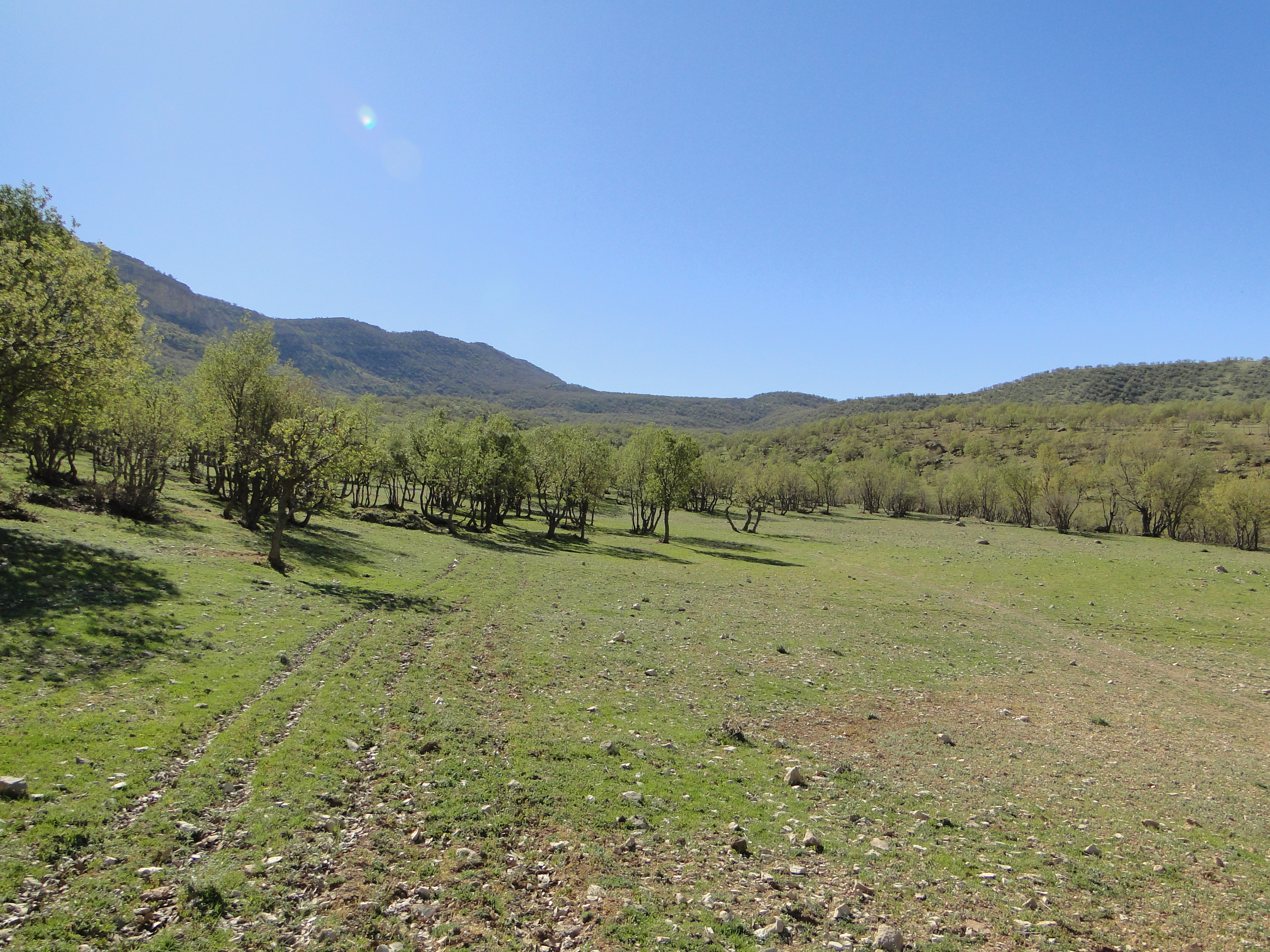
کوهپایه شلم
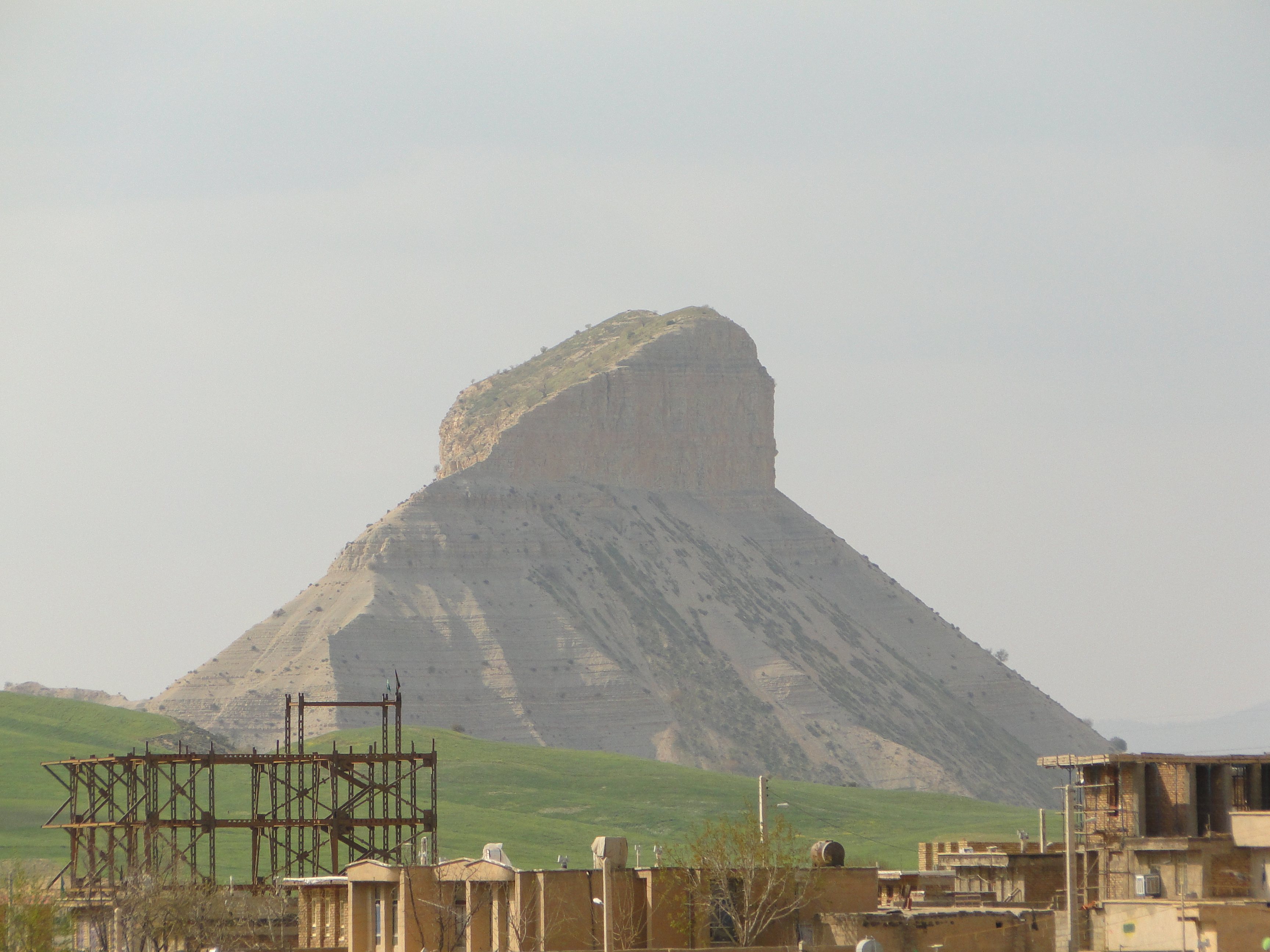
کوه قلاقیران
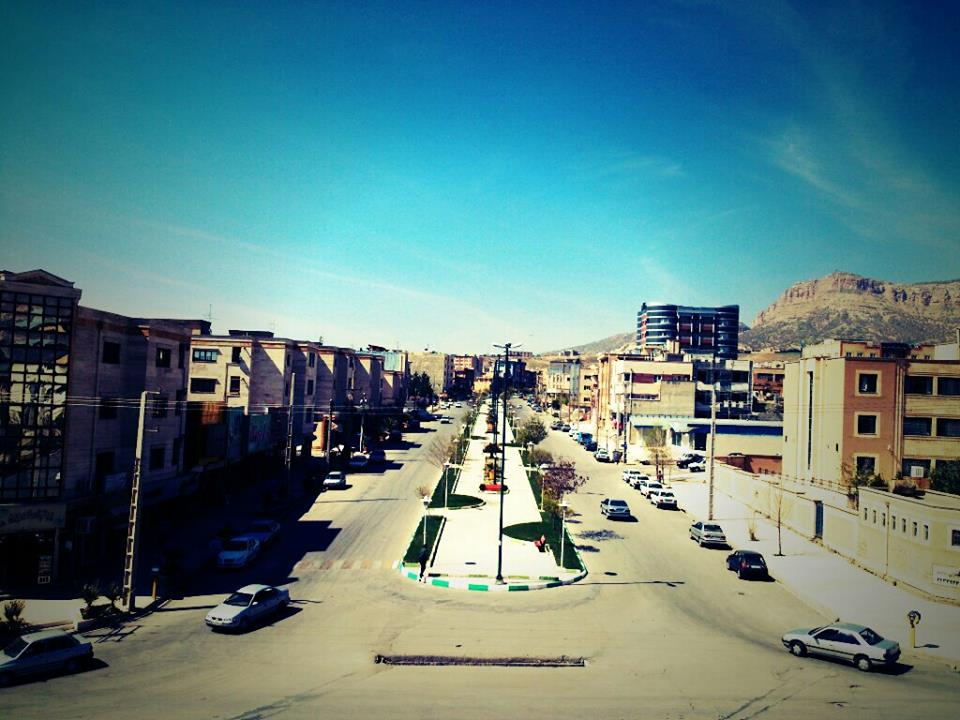
بلوار امام علی
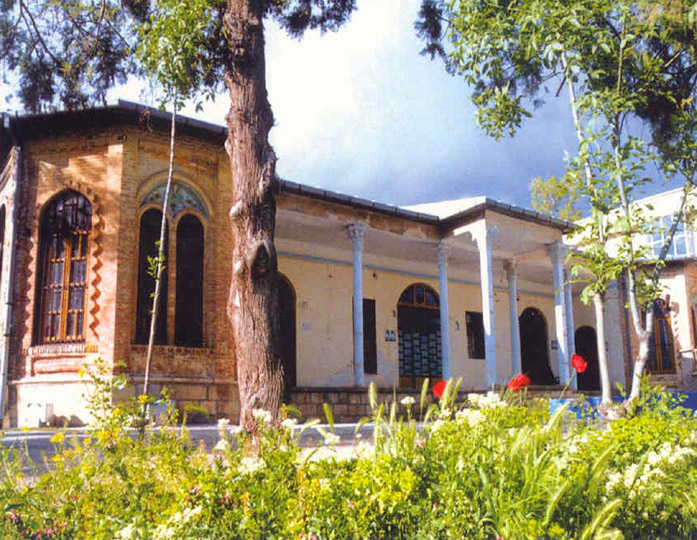
کاخ فلاحتی